# Brønden
Brønden er en mindre landsby i det centrale Vendsyssel med ca. 130 indbyggere. Brønden er beliggende otte kilometer vest for Dybvad og syv kilometer nord for Flauenskjold.
Byen ligger i Region Nordjylland og hører under Frederikshavn Kommune. Brønden er beliggende i Skæve Sogn.

## Om byen
I Brønden kalder man byen for "Skæve".
Butikker, foreninger og samlingslokaliteter bærer alle navnet Skæve, og det er bare en af grundene til navnet Skæve.
Dog hedder det fra gammel tid Brøndens Kro, men denne gård ligger til gengæld i udkanten af Skæve.